# Ardisia polysticta
Ardisia polysticta är en viveväxtart. Ardisia polysticta ingår i släktet Ardisia och familjen viveväxter.

## Underarter
Arten delas in i följande underarter:
- A. p. polysticta
- A. p. punctipetala